# Gary Green (giocatore di football americano)
Gary Francis Green (San Antonio, 2 ottobre 1955) è un ex giocatore di football americano statunitense che ha militato nel ruolo di cornerback nella National Football League (NFL).

## Carriera
Al college Green giocò a football a Baylor venendo premiato come All-American. Fu scelto nel corso del primo giro (10º assoluto) del Draft NFL 1977 dai Kansas City Chiefs, squadra con cui passò la maggior parte della carriera. Nel 1981 mise a segno l'allora primato personale di 5 intercetti, venendo convocato per il primo di quattro Pro Bowl. Nel 1984 passò ai Los Angeles Rams con cui nelle ultime due annate fu convocato una volta per il Pro Bowl e due volte inserito nella formazione ideale della stagione All-Pro. La sua carriera si chiuse con 33 intercetti ritornati per 502 yard e 2 touchdown.

## Palmarès
- Convocazioni al Pro Bowl: 4

1981, 1982, 1983, 1985
- All-Pro: 5

1981, 1982, 1983, 1984, 1985
- PFWA All-Rookie Team - 1977